# Župnija Krkavče

Župnija Krkavče je rimskokatoliška teritorialna župnija dekanije Dekani v škofiji Koper.

## Sakralni objekti
|  | slika | cerkev                              | kraj / naselje |
|  | ----- | ----------------------------------- | -------------- |
|  |       | cerkev sv. Mihaela župnijska cerkev | Krkavče        |

podružnične cerkve (od 1. januarja 2018):
|    | slika | cerkev                                           | kraj / naselje |
| -- | ----- | ------------------------------------------------ | -------------- |
| 1. |       | cerkev sv. Kozme in Damjana podružnična cerkev   | Koštabona      |
| 2. |       | cerkev sv. Andreja podružnična cerkev            | Koštabona      |
| 3. |       | cerkev blaženega Elija podružnična cerkev        | Koštabona      |
| 4. |       | cerkev Karmelske matere Božje podružnična cerkev | Puče           |